# گمرک‌خانه الکساندر همیلتون ایالات متحده آمریکا
گمرک‌خانه الکساندر همیلتون ایالات متحده آمریکا (انگلیسی: Alexander Hamilton U.S. Custom House) یک گمرک‌خانه در منهتن، نیویورک است.
این ساختمان که در سال ۱۹۰۷ به‌طور رسمی افتتاح شده تا سال ۱۹۷۴ مورد استفاده سرویس گمرک ایالات متحده بوده، پس از آن مدتی خالی و متروک مانده اما در اواخر دهه ۱۹۸۰ مورد بازسازی قرار گرفته و در سال ۱۹۹۰ ، به یادبود الکساندر همیلتون یکی از پدران بنیانگذار ایالات متحده و اولین وزیر خزانه‌داری ایالات متحده آمریکا نام آن تغییر یافت.

## نگارخانه

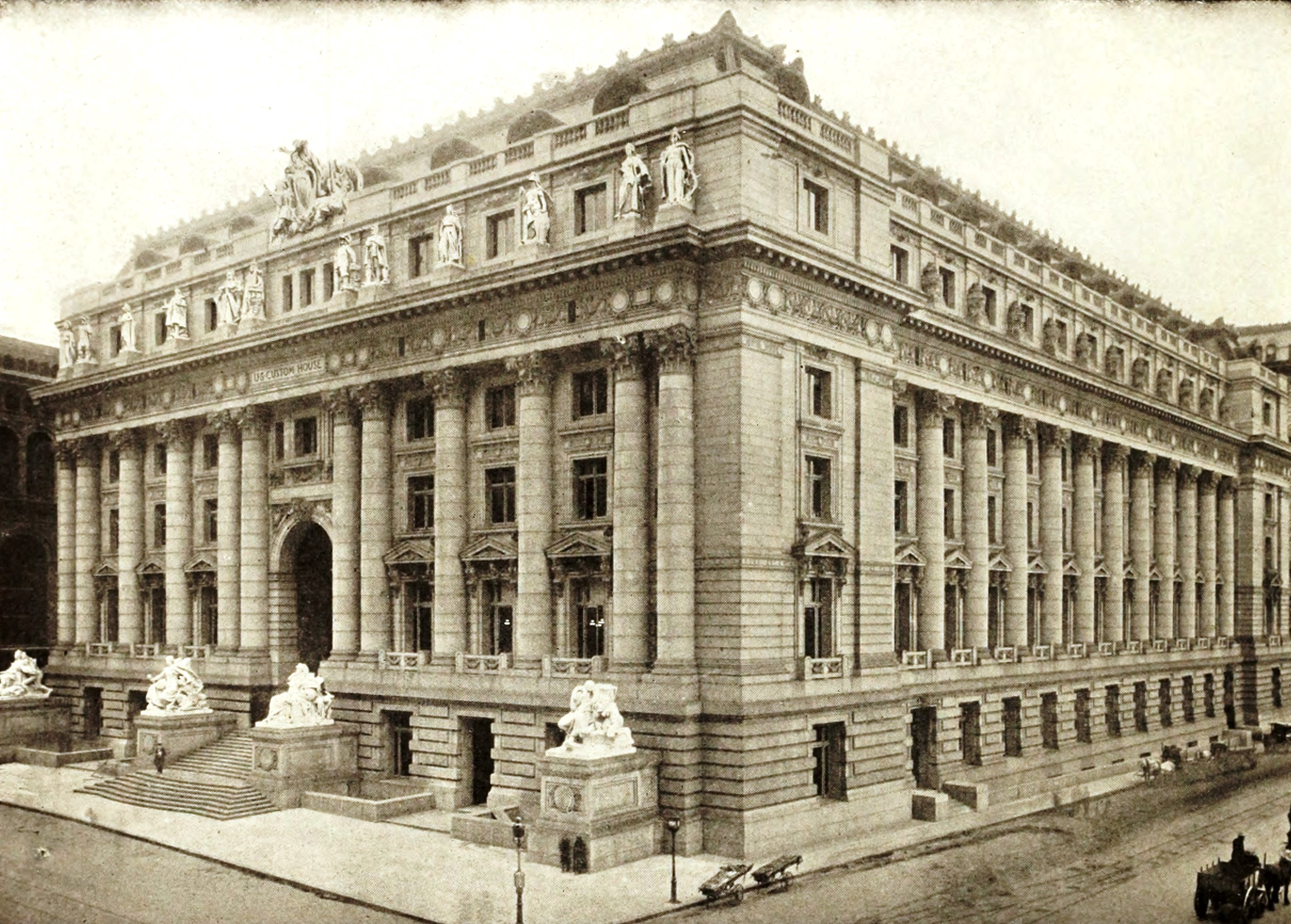
۱۹۱۲
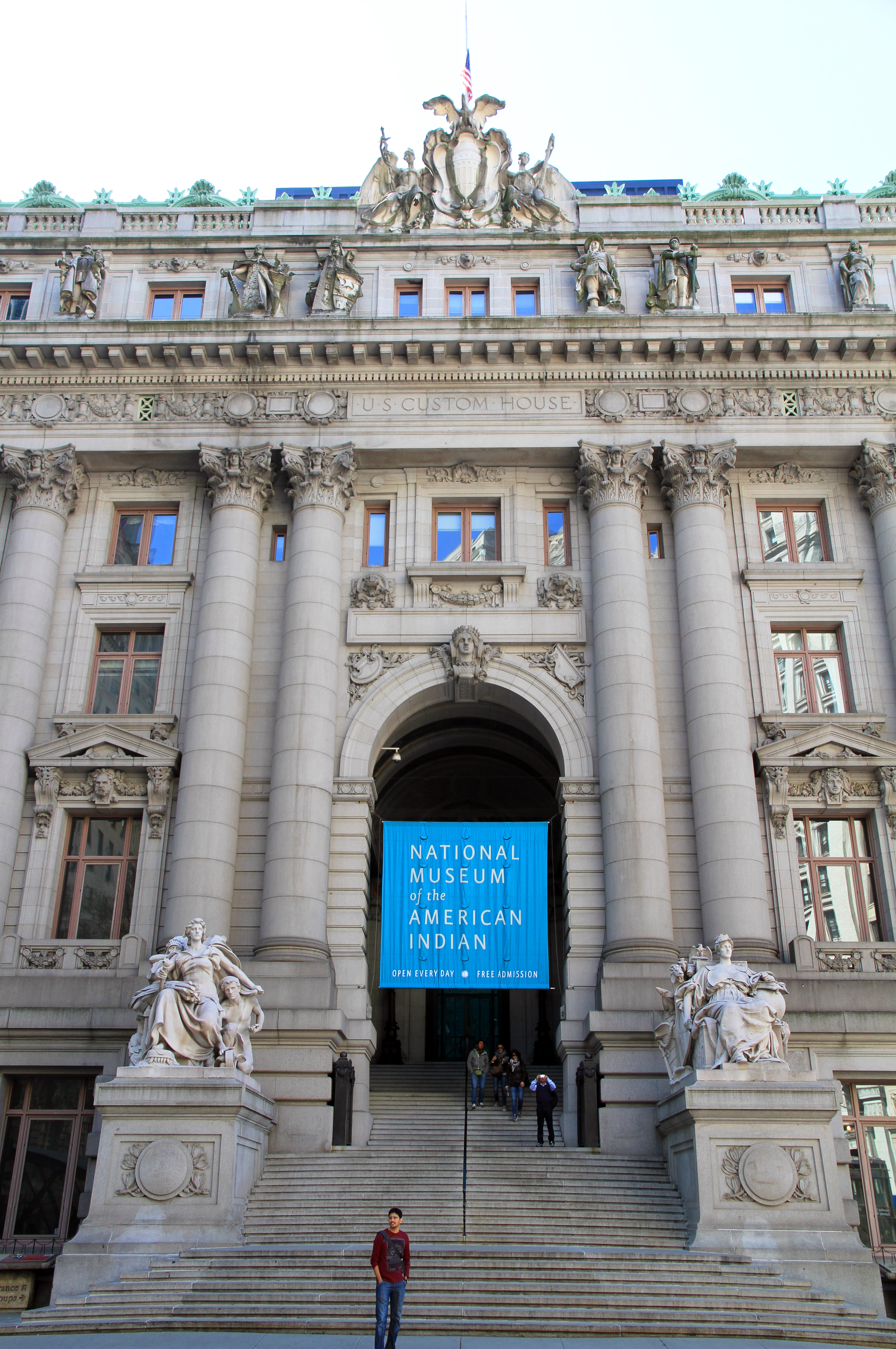
ورودی اصلی
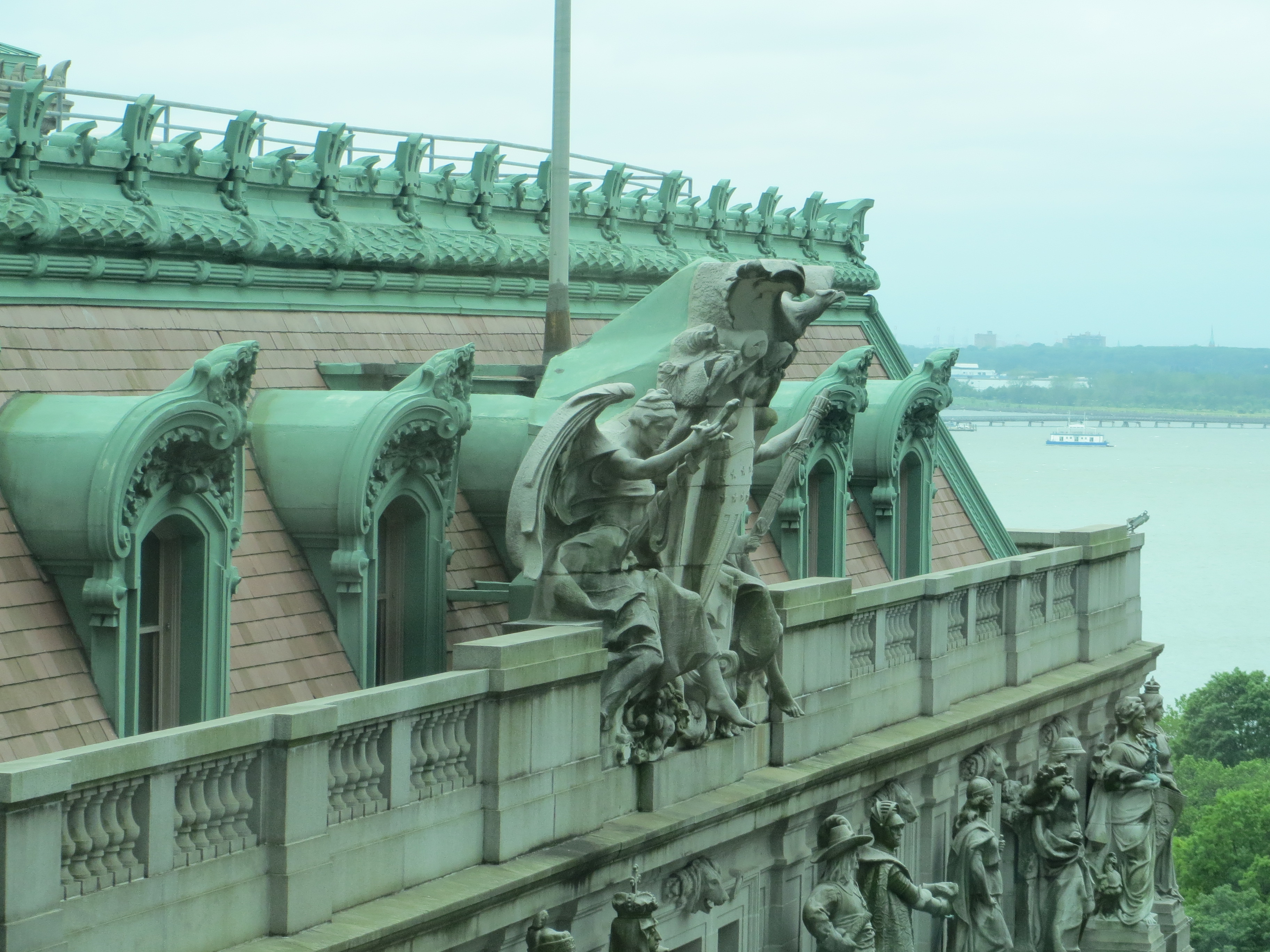
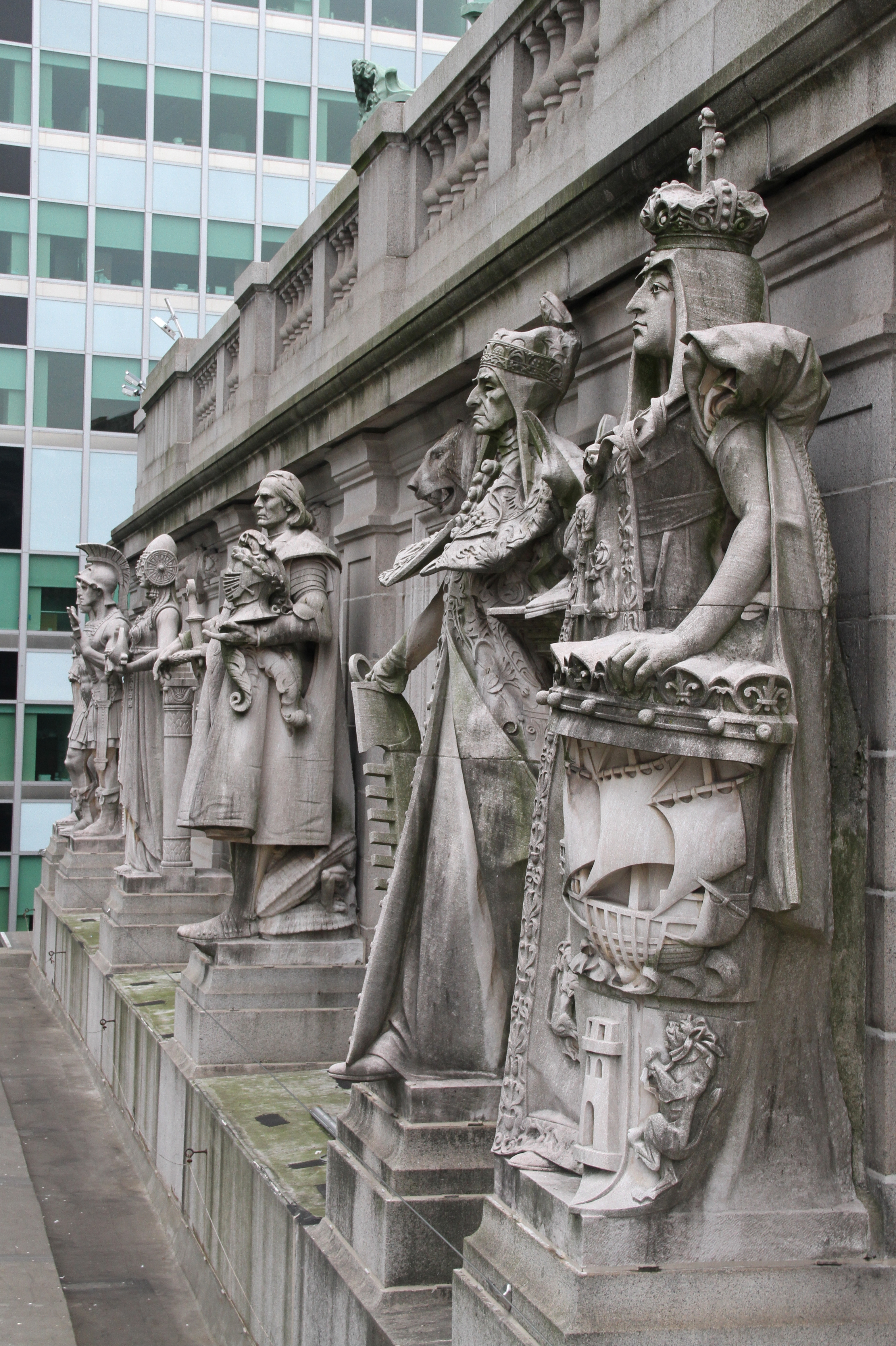
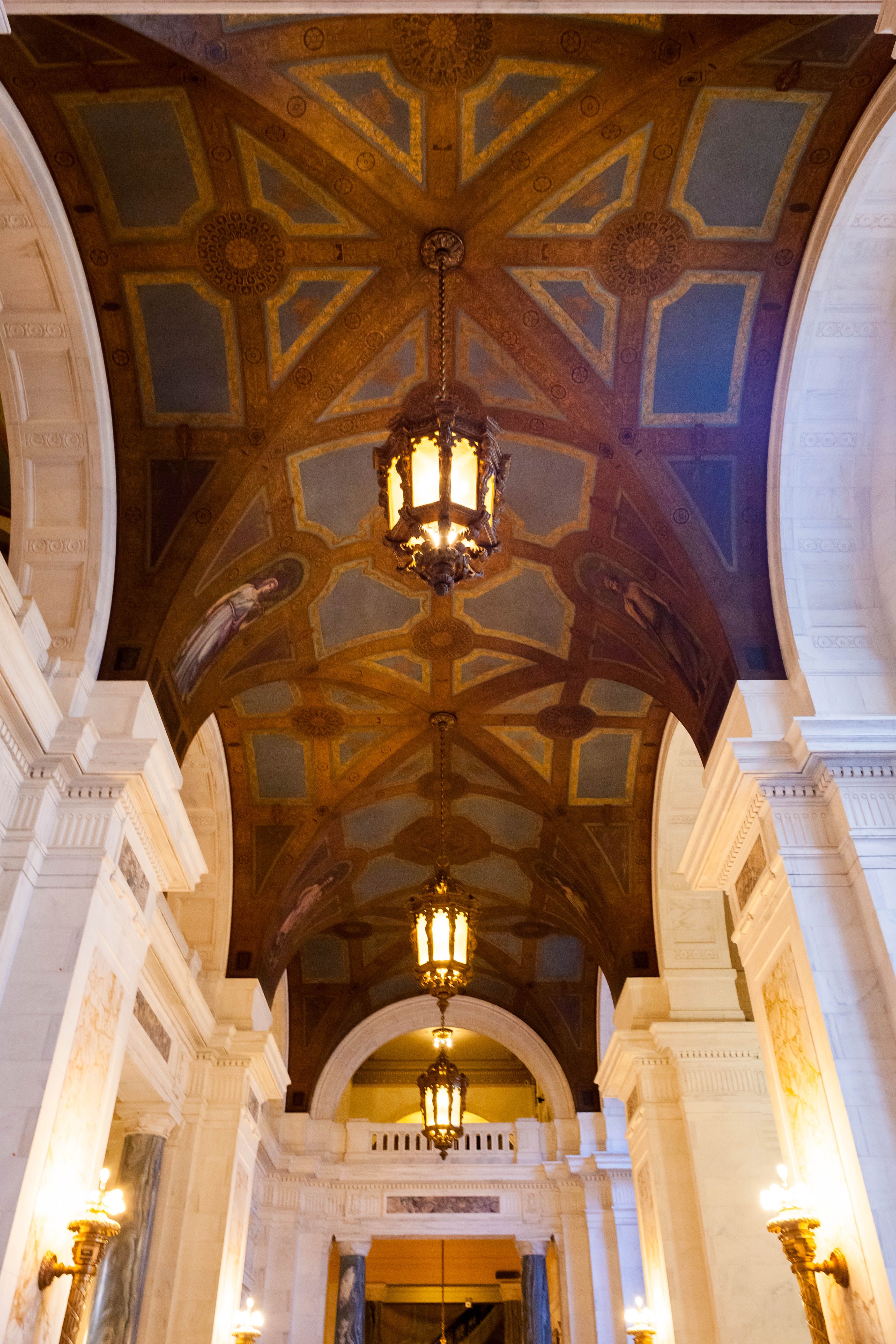
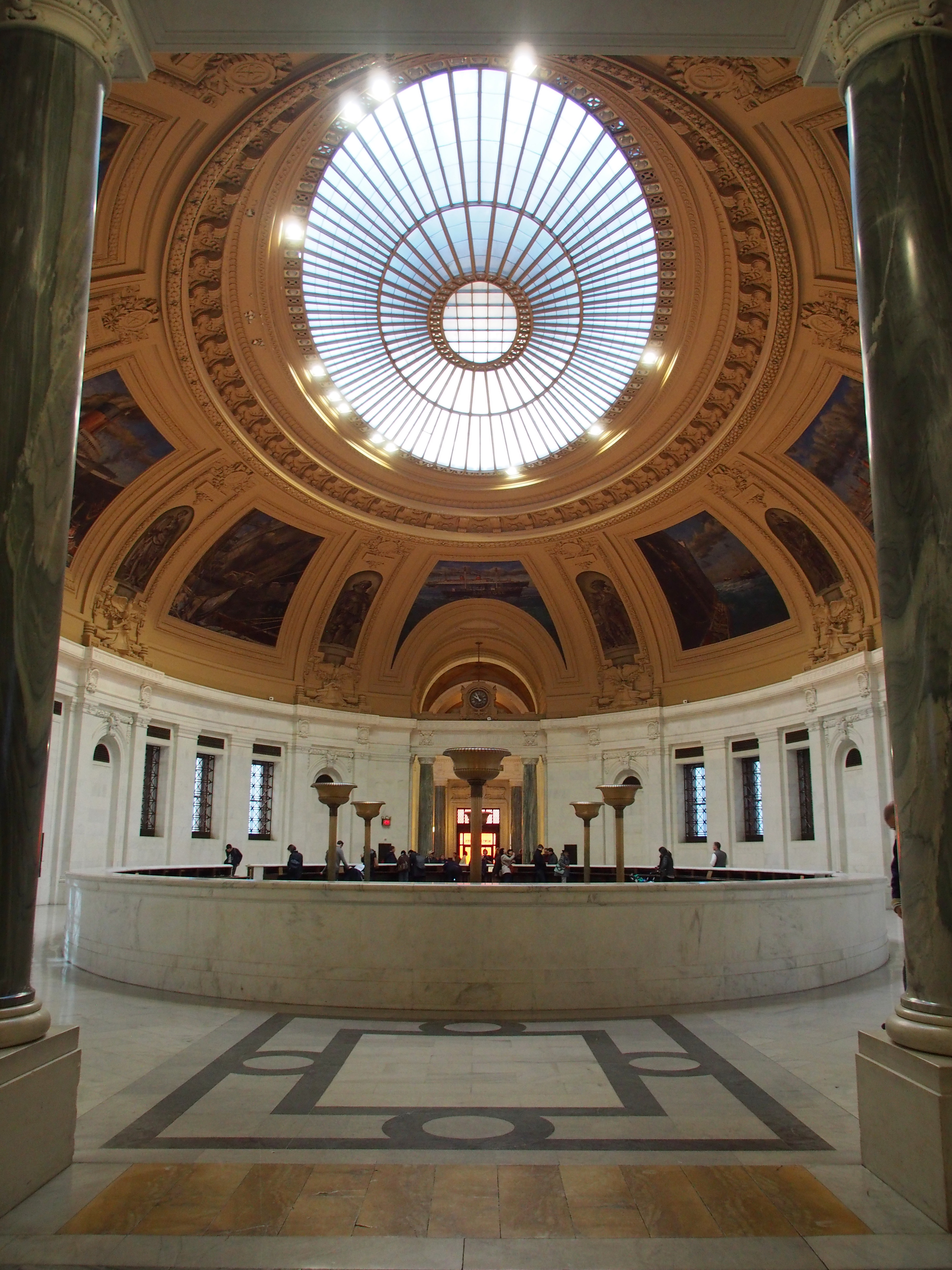
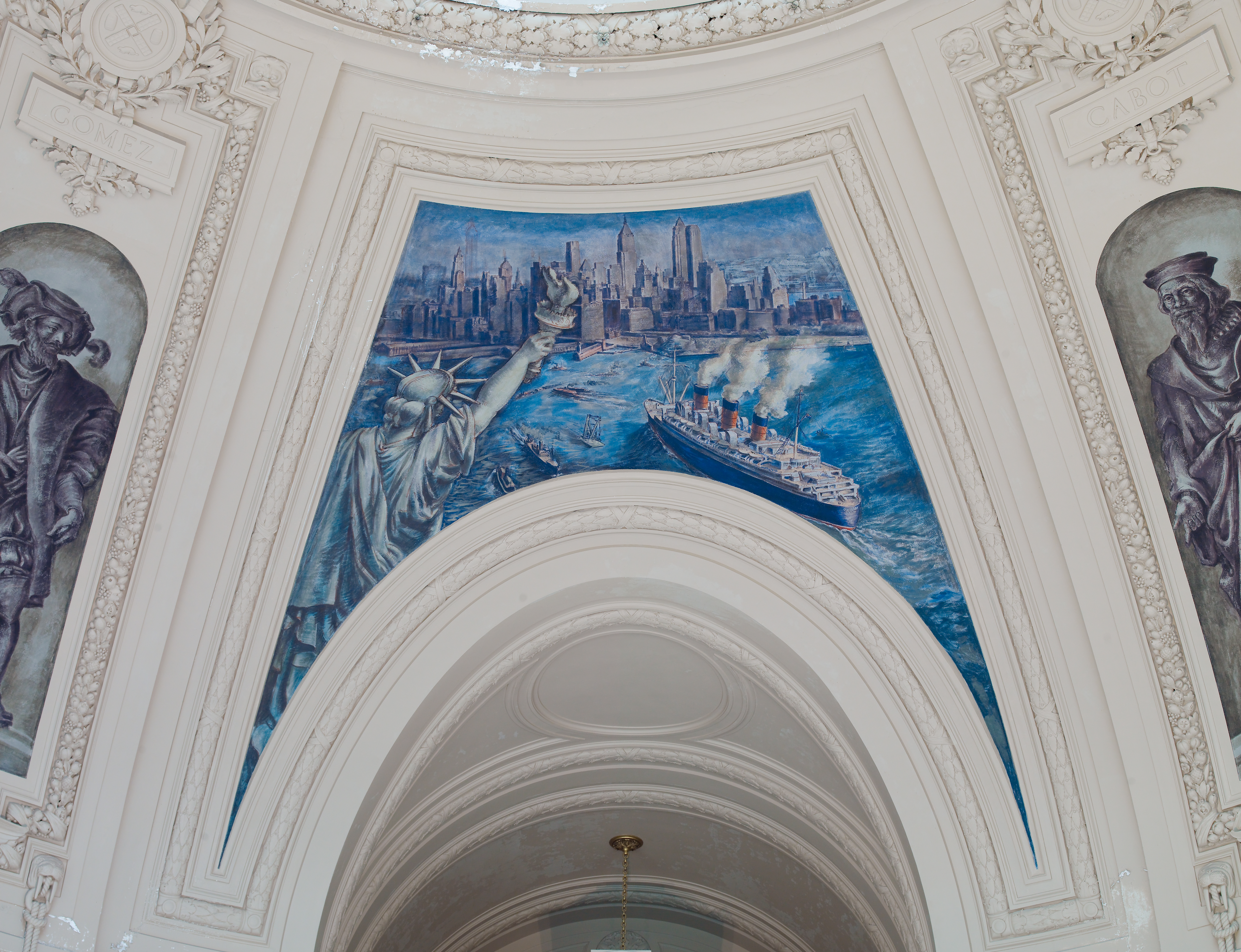
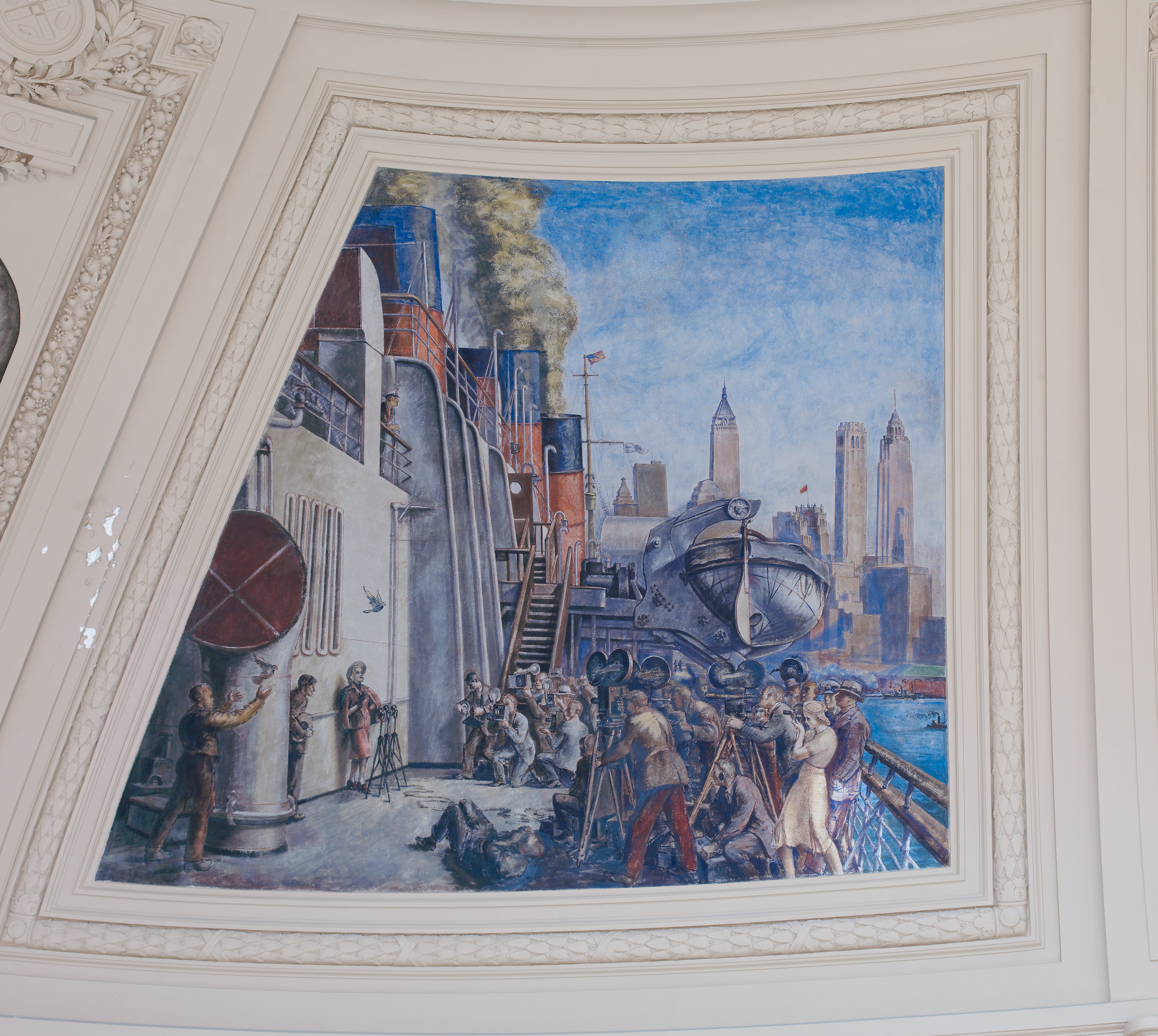